# Нейтан Джонсон
Нейтан Тайлер Джонсон (англ. Nathan Tyler Johnson, 1976) — кінокомпозитор єврейського походження, автор пісень і музичний продюсер.
Він народився у Вашингтоні у 1976 р. і виріс у Колорадо. У середині 2000-х Джонсон жив у Англії, потім переселився на Східне узбережжя США, де він започаткував концертний тур із його музичним гуртом The Cinematic Underground. Його робота із цією групою і родинні стосунки із новоспеченим автором сценарію і режисером Раяном Джонсоном відкрила йому двері до композування музичних тем і саундтреків до фільмів двоюрідного брата, зокрема до фільмів «Цеглина» і «Петля часу».
Джонсон також є членом невеликої дизайнерської майстерні під гордою назвою «The Made Shop» (букв. «Крамничка готових речей»). Він розробляв знамениту обкладинку для альбому «How To Save a Life» групи «The Fray», а також, їхній наступний альбом у співпраці зі своїм братом і співзасновником майстерні, музичним продюсером Марке Джонсоном.

## Дискографія

#### Виконавець/композитор
- «Meet the Preserves» (невідома композиція)
- «In Search of the Flip» (1999)
- «Annasthesia» (2003)
- «Brick» (2005)
- «The Brothers Bloom» (2009)
- «Morgan M. Morgansen's Date With Destiny» (2010)
- «The Zeppelin Zoo» (2010)
- «The Day I Saw Your Heart» (2011)
- «My Antagonist» (2011)
- «Looper» (2012)[1]

#### Продюсер (саундтреки)
- «The Cinematic Underground» — «Annasthesia» (2003)
- «Nathan Johnson — Brick Original Motion Picture Soundtrack» (2005)
- «Katie Chastain — Firecracker» (2007)
- «zut alors — Torr» (2008)
- «Nathan Johnson — The Brothers Bloom Original Motion Picture Soundtrack» (2009)
- «New Volunteer — Remote Control Parade» (2010)
- «The New time — And Incomplete History» (2010)
- «Andrea Ball — Dial Tone» (2010)
- «Nathan Johnson — The Day I Saw Your Heart Original Motion Picture Soundtrack» (2011)
- «Faux Fix — My Antagonist» (2011)
- «Nathan Johnson — Looper Original Motion Picture Soundtrack» (2012)
- «New Volunteer — TBA» (2012)[1]

### Музичні композиції для фільмів

#### «Цеглина»
У 2005 році Джонсон написав музичну тему для фільму у стилі нео-нуар «Цеглина», який режисував за власним сценарієм його двоюрідний брат Раян Джонсон. Музичну тему написано для традиційних інструментів: піаніно, труба і скрипка, а також для унікальних і нововинайдених інструментів: вино-фон, металофон, зламане пианино, дверці-шафи й кухонне-начиння. Усю цю «шедевральну» композицію підприємливий «музикант» записав у власній квартирі в місті Борнмуті за допомогою одного мікрофона і комп'ютера «PowerBook».
Хоча фільм знімали в Каліфорнії, Джонсон створював музику у себе вдома в Англії, а з режисером спілкувався за допомогою коп'ютерної програми «iChat». Пізніше брати зустрілися у Нью-Йорку, щоб зміксувати саундрек.
У газеті «Чикаґо Трібьюн» цю його творчість авансом було розхвалено і розписано як «однозначно, найвидатніший саундрек наших днів» і Джонсона теж авансом було номіновано на відзнаку «Satellite award» від «International Press Academy» (Міжнародну академію преси) за найоригінальнішу музичну тему.
Проглянути список треків до фільму «Цеглина» можна тут: «Цеглина»: «Музична тема і саундтрек»

#### «Брати Блум»
Джонсон написав також музичну тему для фільму свого двоюрідного брата Раяна Джонсона «Брати Блум», розширивши палітру «музичних інструментів», використаних у «Цеглині», включити струнні і дерев'яні духові інструменти для створення «фону оркестру». Безперечно, музикант сам обирає, як писати музику, — однак тема і жанр фільму має диктувати стиль і жанр музичного оформлення, тож музичні критики іще мають оцінити такі «нововведення».
Членів гурту «The Cinematic Underground» було залучено до всіх Джонсонових музичних тем для фільмів. Паралельно до написання тем для згаданих фільмів, Джосон також продюсував альбоми для гурту «The Cinematic Underground», для Кеті Честейн (Katie Chastain) і гурту «New Volunteer».

#### «Петля часу»
Також Джонсон написав музичні теми для нового фільму «Петля часу». Тут теж використовували ряд нетрадиційних інструментів і звуків, які було спеціально записано і оброблено на комп'ютері.
Проглянути список треків до фільму «Петля часу» можна тут: «Петля часу»: «Музика»

## «Cinematic Underground»
Джонсон є засновником гурту «The Cinematic Underground», арт-поп колектив, що поєднує у творчості стиль оповіді і артворк у стилі художнього твору з живим виступом. Після переселення з Англії у 2005 році, Джонсон забрав із собою багато молодих виконавців для створення нового туру на теренах США. Навесні 2006 року, «The Cinematic Underground» провів тур по 25-ти містах США зі сценічною продукцією під назвою «Annasthesia» (букв. «Знеболювальне»).

## Інші проєкти
Джонсон також режисував музичний відеокліп до пісні «Snowshow» співачки Кеті Честейн (Katie Chastain). Джонсон і Честейн придумували разом концепцію і майже все у відеокліпі, включаючи вбрання Кетті, було створено власноруч. Кліп було знято без дублів у сараї на острові Мартас-Віньярд (штат Массачусетс) за співпраці з 16 друзями Нейтона і музикантами.
Нещодавно Джонсон оголосив про свою співпрацю із рок-гуртом «Chastain» над альбомом «Faux Fix».